# Brzozowo-Korabie
Brzozowo-Korabie – wieś w Polsce położona w województwie podlaskim, w powiecie białostockim, w gminie Poświętne.
| SIMC    | Nazwa | Rodzaj  |
| ------- | ----- | ------- |
| 0038445 | Kuran | kolonia |

W latach 1975–1998 miejscowość administracyjnie należała do województwa białostockiego.
Wieś należała do rodu Brzozowskich herbu Korab. Wielu ich potomków mieszka we wsi do dzisiaj. 
Zaścianek szlachecki Korabie należący do okolicy zaściankowej Brzozowo położony był w drugiej połowie XVII wieku w powiecie suraskim ziemi bielskiej województwa podlaskiego.
W latach 1975–1998 miejscowość administracyjnie należała do województwa białostockiego.
Wierni kościoła rzymskokatolickiego należą do parafii Przemienienia Pańskiego w Poświętnem.